# 四丕耶路

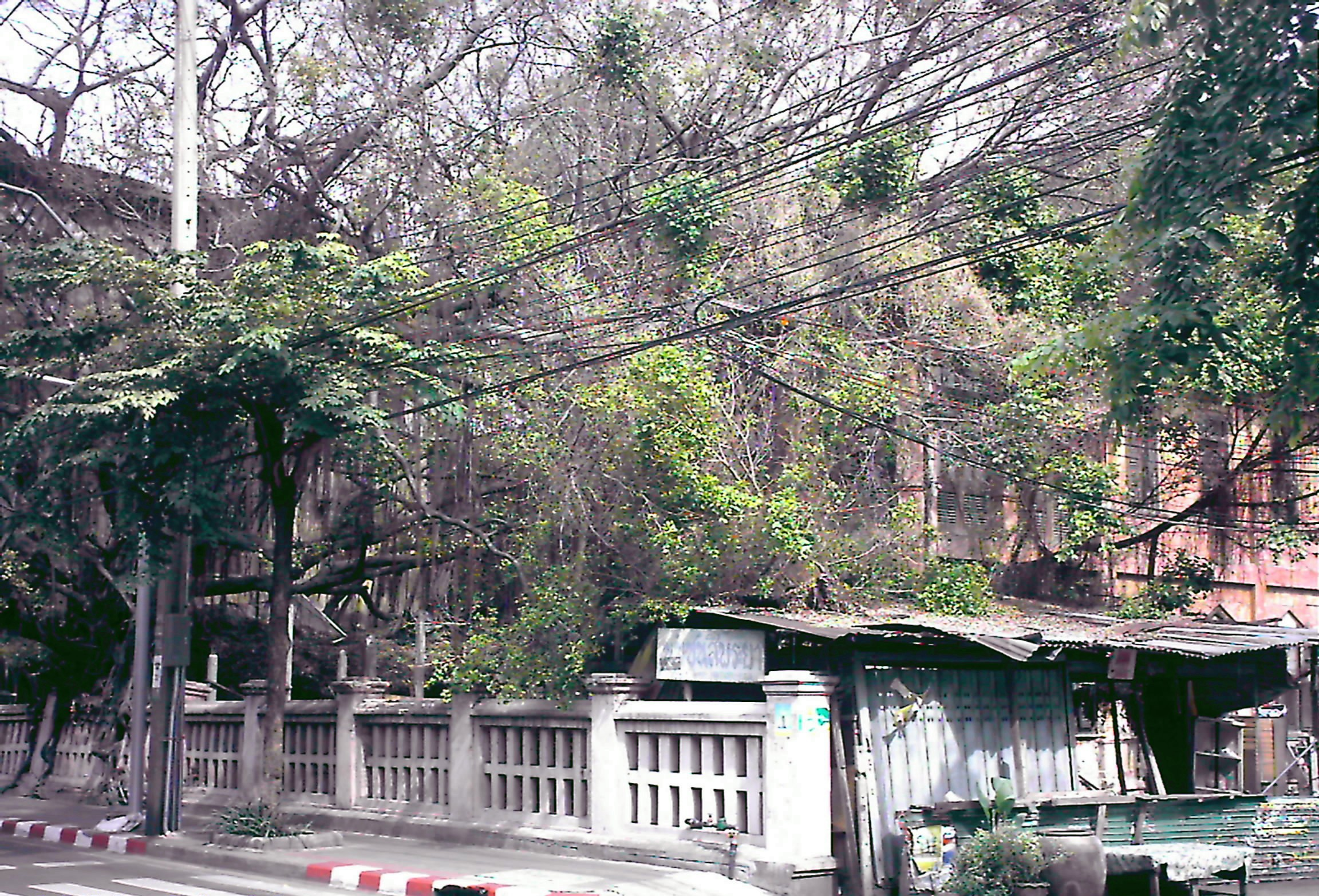
四丕耶路417號的泰國中華會館之兩層樓洋房，曾在1956年5月8日的凌晨被歹徒放火焚燬，遺址尚存，已被榕樹蔭蓋著。

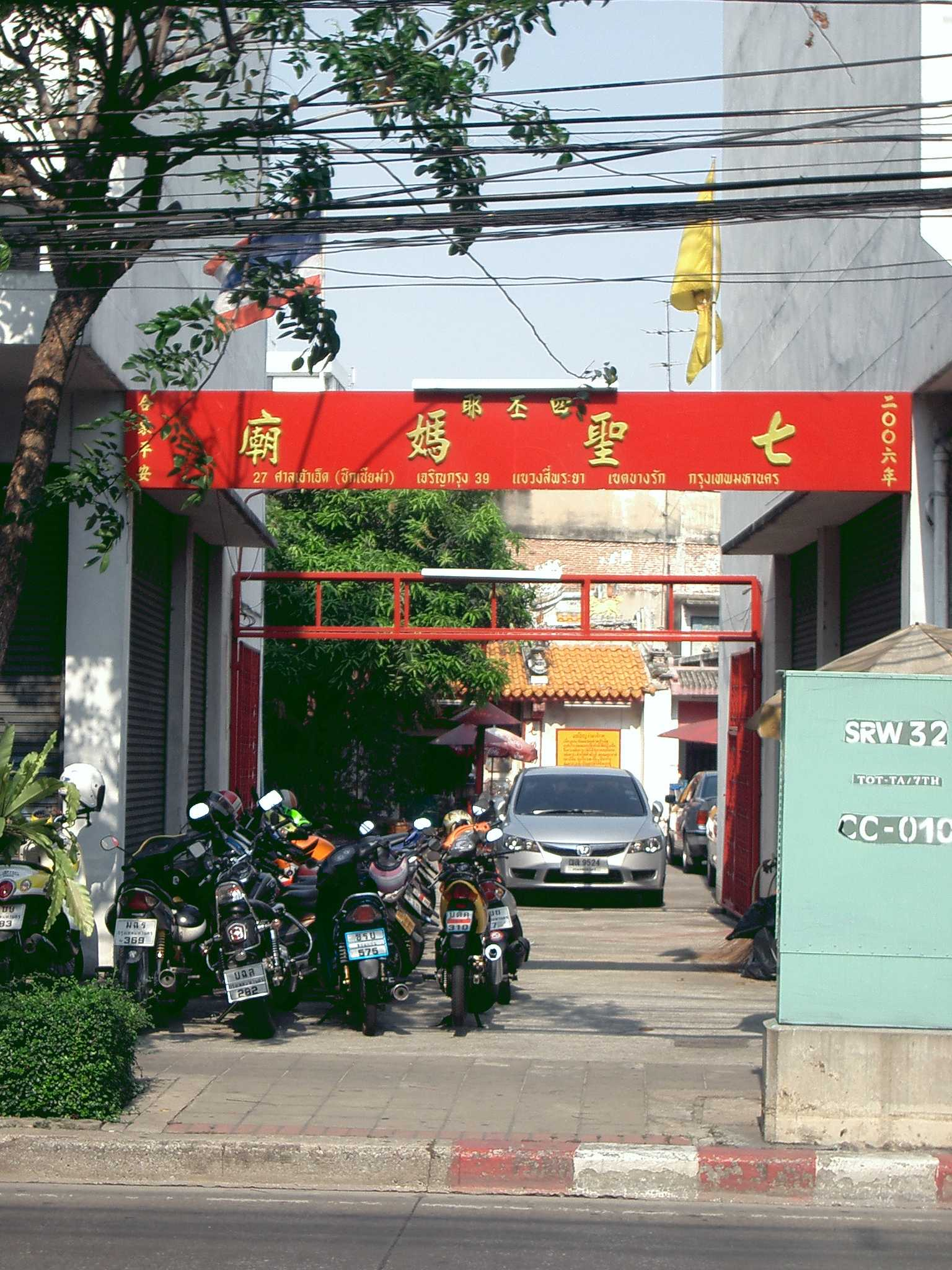
四丕耶七聖媽廟在石龍軍路1638號的大門。

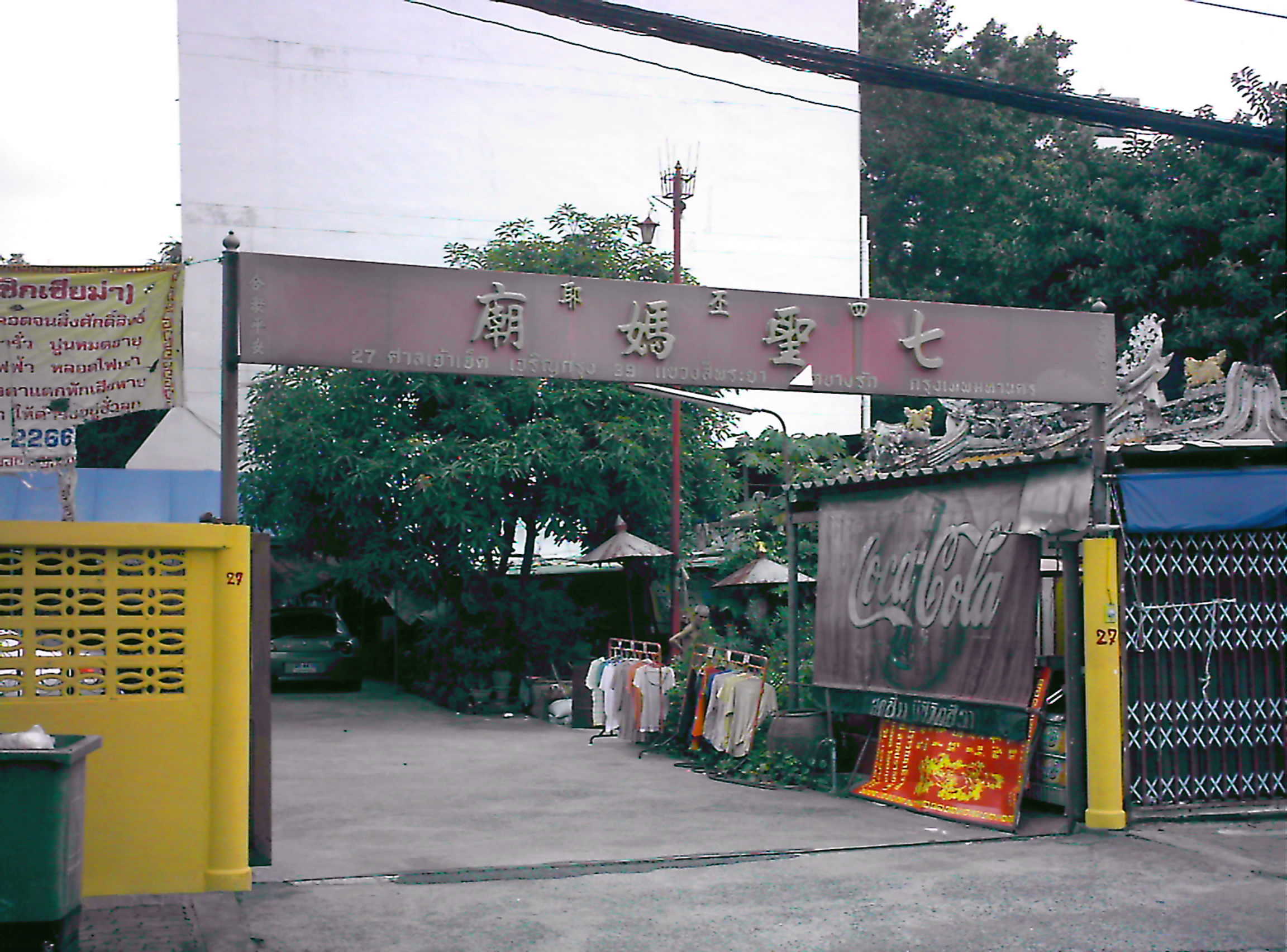
四丕耶七聖媽廟在石龍軍路39街27號的側門。

四丕耶路，或譯四披耶路，位於泰國首都曼谷的挽叻縣。它的東端與拍喃四路交界，然後接往披耶泰路；西端與石龍軍路交界。

## 從東到西的主要設施
- 拍喃四路：曼谷地鐵的三養車站 (Sam Yan Station)；
- 皇宮迎賓酒店 (Palace Hotel)；1/F：榕城旅行社 (R.T. Tour)
- 明拉粦飯店 (Mandarin Hotel)：一棟10層樓的三星飯店；
- 樂安花紅白事(花店)
  - 樂安花的官方網站 (泰文)
- 8-10號：泰威旅遊有限公司 (Thai Ways Travel Service Limited)
- 61/7號：密派叻和子股份有限公司 (Mitr Phairach & Son Co. Ltd.)
  - 密派叻和子股份有限公司的官方網站（页面存档备份，存于） (英文)
- 陳發則 (獎牌製造商)
- 79-83號：丕耶牙科診所 (Piya Dental Clinic)
- 35號：京華有限公司 (Bangkok Metropolitan Co. Ltd.)
- 34號：健年旅遊 (K&K Tour & Trade)
  - 健年旅遊的官方網站（页面存档备份，存于） (泰文)
- 36號：Relax Holidy Co. Ltd.

50-52號：The Asavasopon Co. Ltd. (Hi Fi Sound Devices Service)
52/3號：得成發鏡業 (Charoen Pron Glass Shop)
54/3-6號：Thai Jewelry Center
121-123號：泰豐企業限公司 (Thumarint Co. Ltd.)
66號：錦發盛
68至68/1-2號：PN Fashion Center
70號：東方英文專修學院 (B.L.I. Centre)
72號：永祥發 (Yont Viwat)，車輛配件供應商。
- 社 (Soi Sap)，通住拍喃四路的黃橋禮拜堂。
- 丕耶社 (Soi Sombun Paya)
- 泰國江浙會館：花沙尼街73號
- 南美有限公司(中文書籍出版商)：攀沙旺通四丕耶路

260/3號：王和利，雜貨店。
233號：新泰 (Sin Thai)，竹蓆、籐具。
- 盤谷銀行

282號：新興 (Sin Heug)
235/1至245/1號：文信印務局
249至251號：建源 (Kiang Nguan)，竹蓆、籐具。
249至251號：泰興 (Kiang Nguan)，竹蓆、籐具。
288號：程興藥業行
255號：Charter-Niche Co. Ltd.
292號：森淼，空氣調節冷凝器製造商。
318/1-2號：陳泰興兩合公司 (Narong Chai Inport Export Limited Partnership)
- 梯頭社 (Soi Saphan Tia)

295號：Mittrade Insurance Co. Ltd.
- 大華銀行
- 297號：中國皇宮大酒樓 (China Palace Chinese Restaurant)
- 362/10-11號：鄭振發，機車維修商。
- 362/17號：合興，竹蓆、籐具、傢俱。
- 388號：愛美歌大廈 (AmiGo Tower)
- Naret Road：向南走175公尺為挽叻縣警局。
- Caltex
- 頌拍社 (Soi Song Phra)
- 426/1號：鍾通興，廉價傢俱。

426/16-18：春盛米業有限公司
428號：鑾蓬醫學博士(Dr. Luang Promadhat)、著名兒科專家：哇嚕妮醫學博士(Dr. Varuni Promadhat)、越差利醫學博士(Dr. Vajri Promadhat)。
- 430號：Nanchang Co. Ltd. 及 Bangkok Fishing Net Co. Ltd.
- 南京旅社 (Naking Hotel)
- 365/2-3號：財吉，廉價傢俱。

371/17-8 開發有限公司 (Asia Winner Co. Ltd.)
- 新彩華機器乾洗廠 (Sin Chai Hua Dry Cleaning)
  - 營業時間：上午8時至下午5時。
- 懷德印刷 (New Waltek Press)
- 468至470號：寶龍酒店 (Sipraya Tower Inn)
- Shell油站
- 社 Soi Kaeo Fa
- Trok Phet Phloi
- 四丕耶理工學院 Si Praya Polytechnic College
- 391/1號：添財，水族館。
- 417號：原來是泰國中華會館的兩層樓之洋房，在1956年5月8日的凌晨被歹徒放火焚燬。在2009年的4月見遺址已被榕樹佔據。
- 476號：有德善堂
- 449號：正成有限公司 (Kia Seng Co. Ltd.)
- 488號：豐成，雜貨店
- 泰國羅氏宗親總會 (The Luos Association of Thailand)：越瑪哈佛他喃巷門牌32號
- 四丕耶七聖媽廟：主要供奉媽祖的廣東道觀。
- 石龍軍路：湄南河東岸畔有「四丕耶碼頭」，可搭乘渡輪，南下鄭皇橋；北上。

## 外部連結
- 曼谷地鐵的官方網站(泰文及英文)
- 榕城旅行社的官方網站(中文、泰文及英文)
- 明拉粦飯店的官方網站（页面存档备份，存于）(英文)
- 泰國羅氏宗親總會的官方網站[永久](中文)
- 泰國中華會館的官方網站（页面存档备份，存于）(中文)